# Spiralaloe
Spiralaloe, Aloe polyphylla är en grästrädsväxtart som beskrevs av Neville Stuart Pillans. Spiralaloe ingår i släktet Aloe och familjen grästrädsväxter.
Artens utbredningsområde är Lesotho. Inga underarter finns listade i Catalogue of Life.

## Bildgalleri

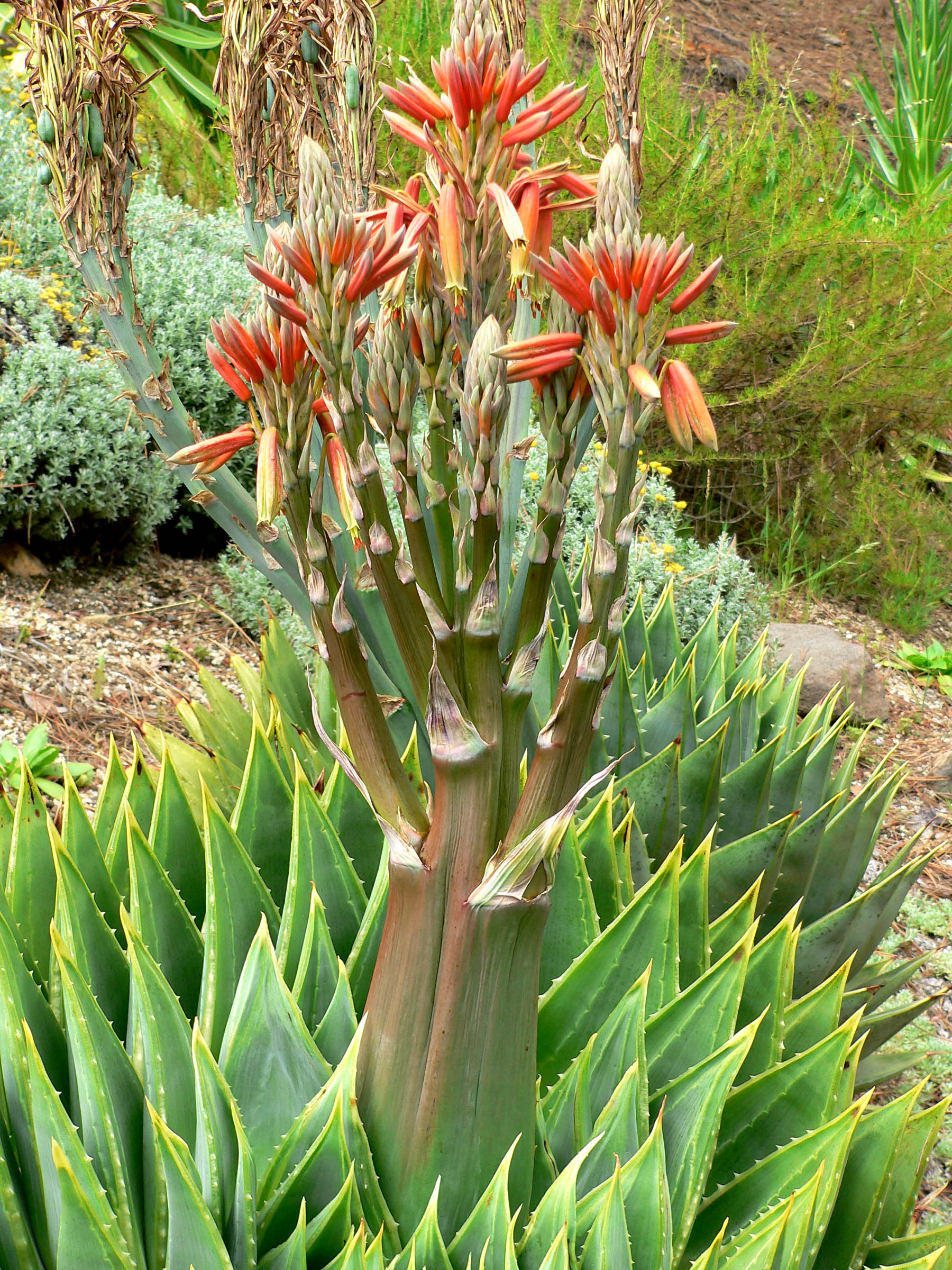
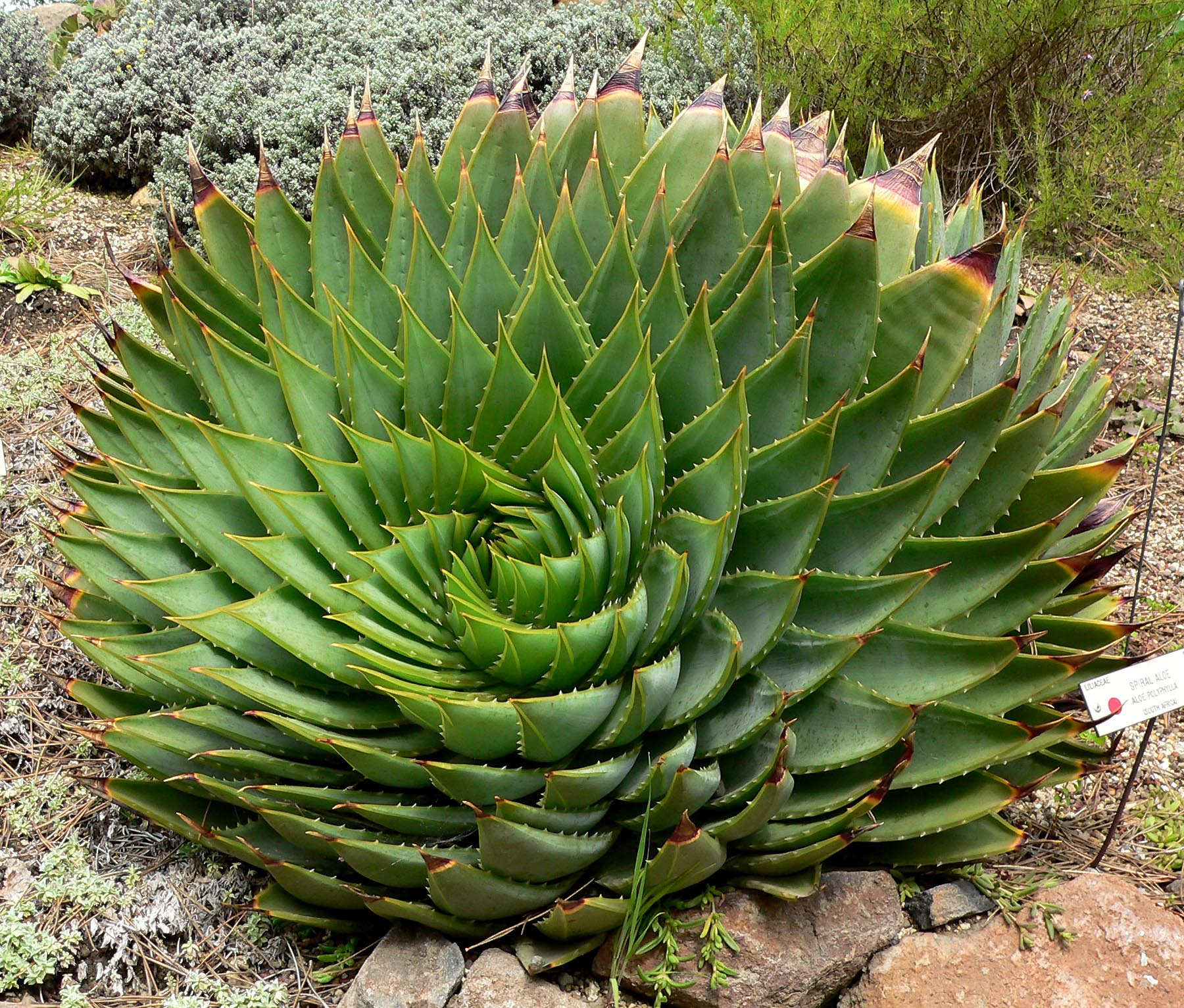
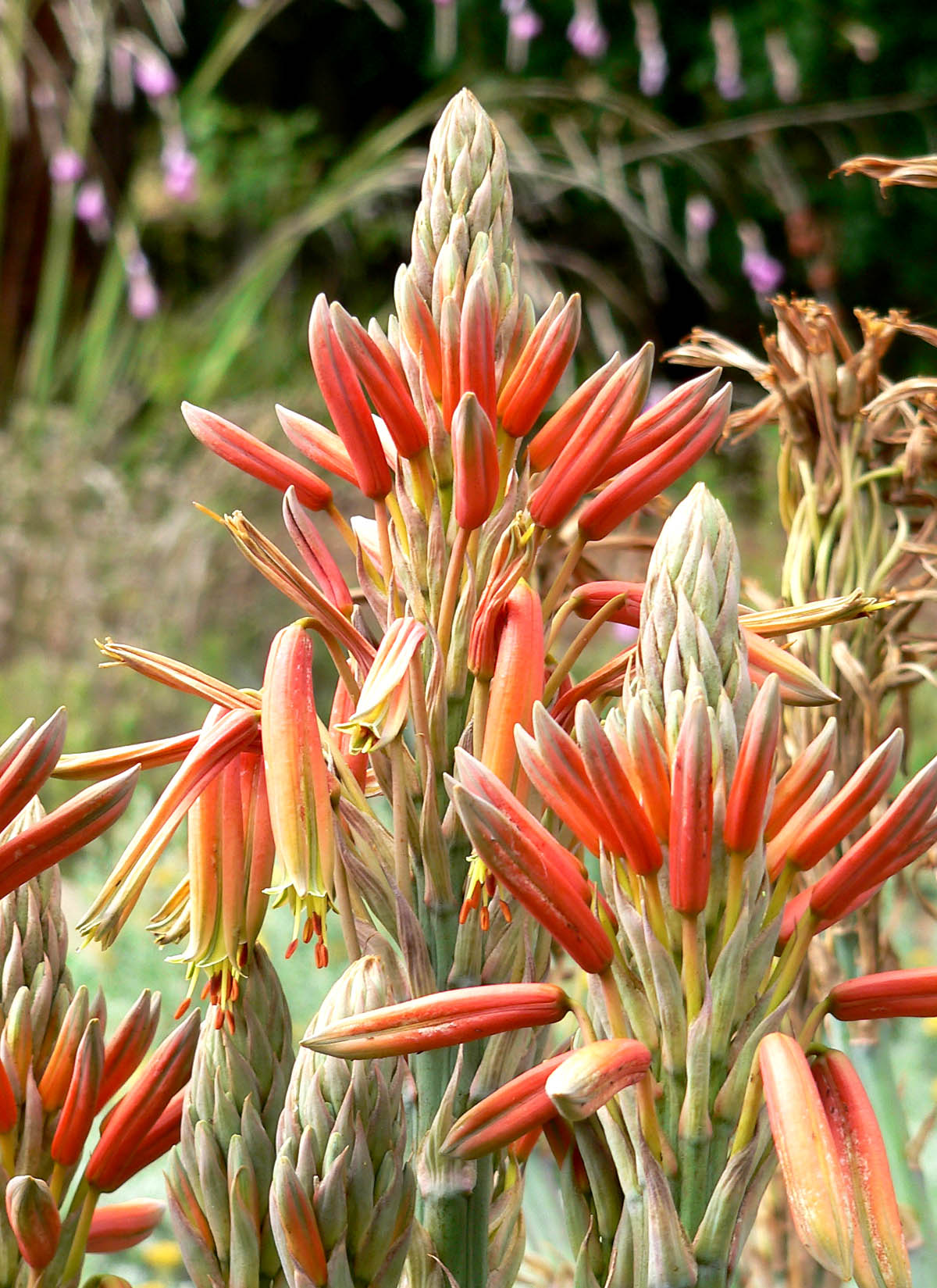
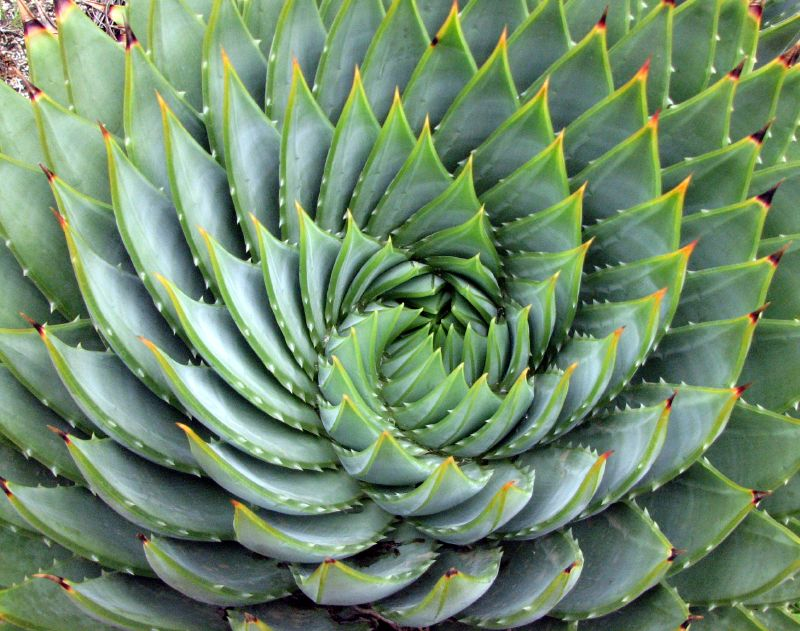
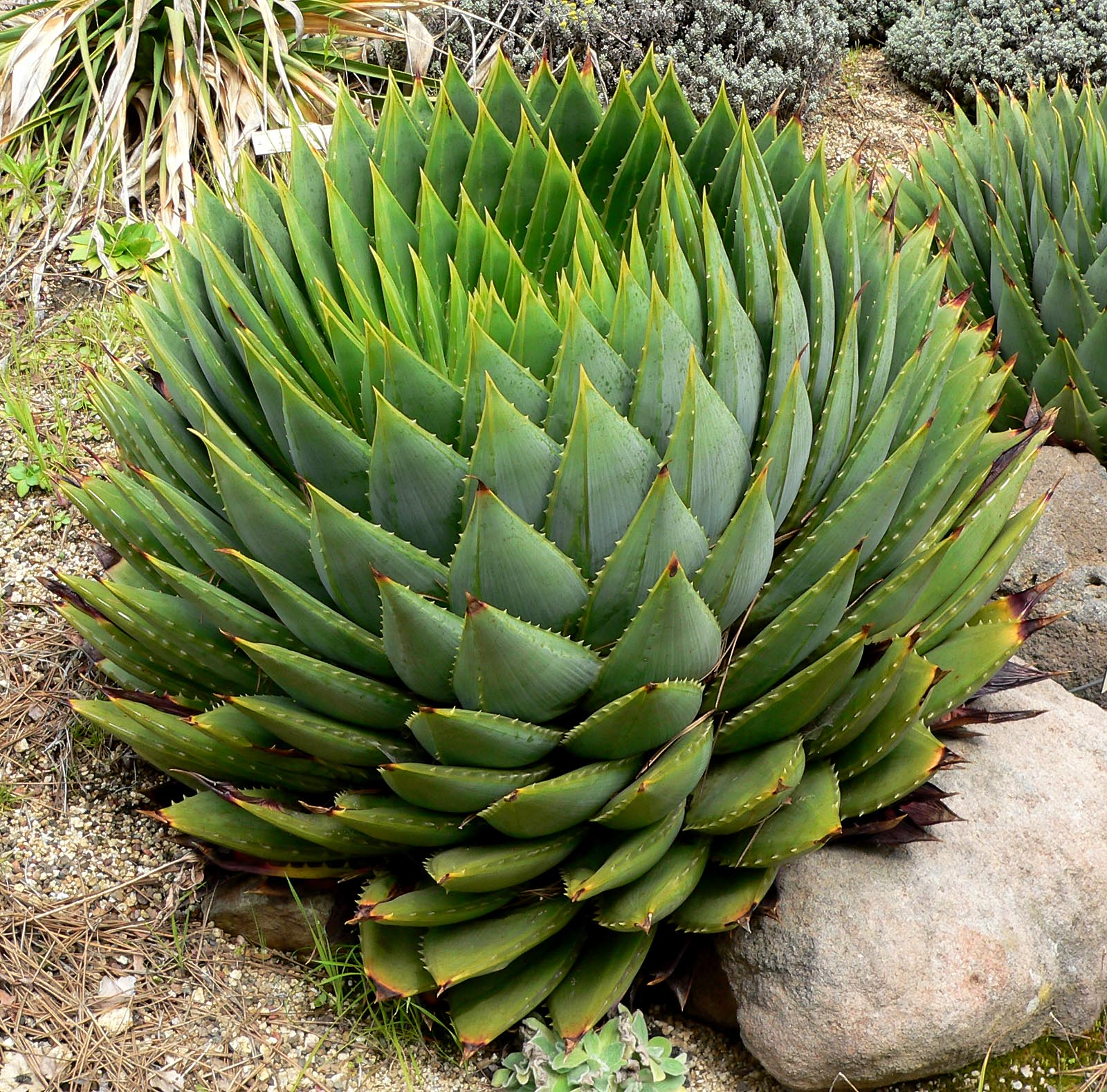
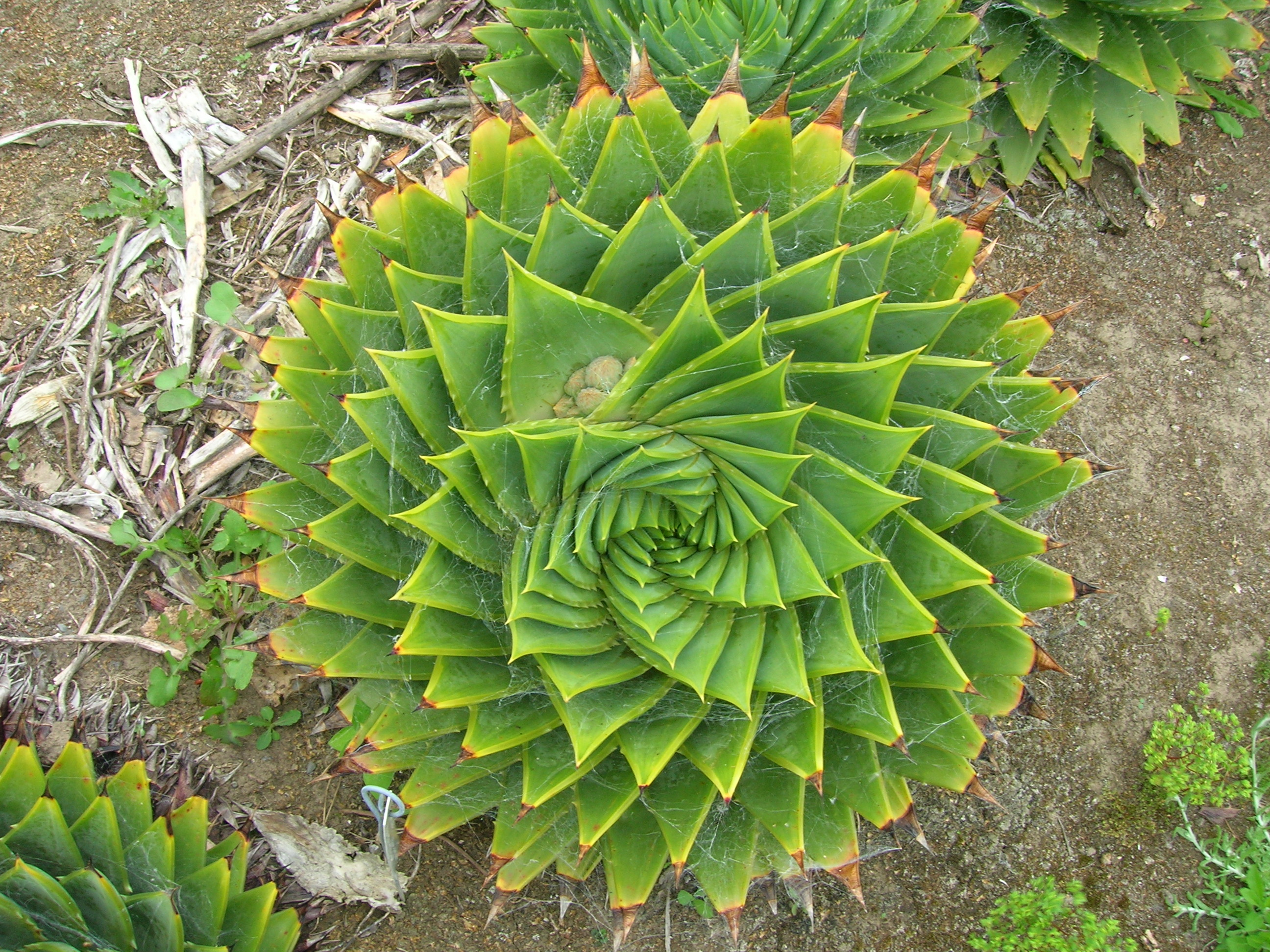